# Kristína Gavnholt
Kristína Gavnholt, rozená Ludíková (* 12. září 1988 Trenčín, Československo) je česká badmintonistka slovenského původu žijící v Dánsku.

## Úspěchy
V roce 2005 vybojovala na mistrovství světa juniorů bronzovou medaili ve čtyřhře. V roce 2007 spolu s Běloruskou Olgou Kononovou vyhrály mistrovství Evropy juniorů. V roce 2012 vyhrála ženskou dvouhru na turnaji Dutch Open. Na Evropských hrách 2015 obsadila 9. místo.
Díky umístění v žebříčku mezinárodní federace ke dni 1. května 2008 se z posledního postupového místa kvalifikovala na olympijské hry do Pekingu. Českou republiku reprezentovala i na Letních olympijských hrách 2012 v Londýně. Na obou olympiádách dosáhla jedné výhry a jedné prohry a nepostoupila mezi nejlepších šestnáct. Startovala i na olympiádě 2016, kde prohrála oba zápasy v základní skupině.

## Osobní život
Trvale žije a sportuje v zemi svého manžela, v Dánsku. Je členkou klubu Ikast Fs. V prosinci 2016 oznámila ukončení profesionální kariéry z rodinných důvodů. Jejím bratrem je badmintonista Milan Ludík.